# Вавилов, Михаил Васильевич (учёный)
Михаил Васильевич Вавилов (6 [18] июня 1886, Ефремов — 31 декабря 1951, Москва) — советский учёный в области строительства. Доктор технических наук (1944), профессор (1946).

## Биография
Михаил Вавилов родился 6 (18) июня 1886 года в городе Ефремове (ныне в Тульской области России). В 1910 году окончил Петербургский технологический институт, после чего работал инженером на строительстве железных дорог, транспортных и промышленных сооружений. В 1944 году вступил в Союз архитекторов СССР.
Автор научных работ на тему организации строительства промышленных предприятий, строительства в зимних условиях, строительства в скользящей опалубке. В 1931—1936 годах руководил разработкой и внедрением системы проектирования организации строительства. Заложил основы дисциплины «Технология строительного производства» с её основным принципом — круглогодичным поточным производством строительных работ.
Старший научный сотрудник Академии архитектуры СССР, директор Государственного института по проектированию организации строительства.
Умер в Москве 31 декабря 1951 года. Похоронен на Новодевичьем кладбище (участок 4, ряд 55, место 24). В 1953 году на могиле был установлен памятник работы Г. И. Кепинова (мрамор, гранит).

## Сочинения
- Проектирование организации стройпроизводства, М., 1931 (сост. совместно с А. В. Коноровым)
- Организация и планирование строительства промышленных предприятий, М., 1938